# Marie-Louise de Habsbourg-Lorraine-Este
Pour les articles homonymes, voir Marie-Louise.
 (mars 2020).
Si vous disposez d'ouvrages ou d'articles de référence ou si vous connaissez des sites web de qualité traitant du thème abordé ici, merci de compléter l'article en donnant les références utiles à sa vérifiabilité et en les liant à la section « Notes et références ».
Marie Louise Béatrice d'Autriche-Este (dite également Marie-Ludovika), née à Monza le 14 décembre 1787 et morte à Vérone le 7 avril 1816, est une archiduchesse d'Autriche-Este, princesse de Modène, impératrice d'Autriche.

## Une archiduchesse au temps de la Révolution française
Issue d'une branche cadette de la maison de Habsbourg-Lorraine, elle est la petite-fille de l'impératrice Marie-Thérèse « la Grande » et de son époux l'empereur François Ier du Saint-Empire. 
Dixième et dernier enfant de l'archiduc Ferdinand d'Autriche-Este, gouverneur du Milanais et de Marie-Béatrice d'Este, duchesse souveraine de Massa et Carrara, et princesse de Modène et Reggio. 
À sa naissance ses oncles, Joseph II et Pierre-Léopold règnent respectivement, le premier sur le Saint-Empire romain germanique et les États héréditaires de la "Maison d'Autriche", le second sur la Toscane, alors que son grand-père Hercule III d'Este est le duc de Modène et Reggio et sa grand-mère Maria Teresa Cybo-Malaspina la duchesse de Massa et Carrara. Ses tantes sont Marie-Christine, gouvernante des Pays-Bas autrichiens, Marie-Amélie, duchesse de Parme, Marie-Caroline, reine de Naples et de Sicile, Marie-Antoinette, reine de France.
Quant aux aînés de ses cousins et cousines - d'aucuns portent le  prénom Marie-Thérèse ou François en l'honneur de leurs grands-parents - si le grand-duc de Toscane vient de marier sa fille aînée Marie-Thérèse au frère cadet de l'électeur de Saxe, mariage dynastique correct pour une archiduchesse mais sans être brillant, son fils aîné l'archiduc François, appelé à succéder à leur oncle Joseph à la tête de l'Empire, s'apprête à épouser la princesse Élisabeth de Wurtemberg, sœur de la tsarine de Russie.

## Le peu d'espérance d'une «cadette»
Issues d'une branche cadette, les archiduchesses de la branche d'Este, si elles sont destinées à épouser des membres d'autres Maisons souveraines, il est peu probable qu'elles puissent porter la couronne. Elles ne seront « utilisées » qu'en cas de défaillance de la branche aînée.
En 1789, la sœur aînée de Marie-Louise prénommée Marie-Thérèse  épouse le duc d'Aoste, frère cadet du roi de Sardaigne. La sœur suivante, Marie-Léopoldine, épousera certes en 1795 un souverain en la personne de l'électeur de Bavière et de Palatinat mais elle le fera contre son gré et celui de leur mère : l'électeur, recherchant désespérément à concevoir un héritier, a cinquante-deux ans de plus que la jeune archiduchesse de 18 ans qui refusera de consommer son union.

## Une enfant face à la révolution et la guerre

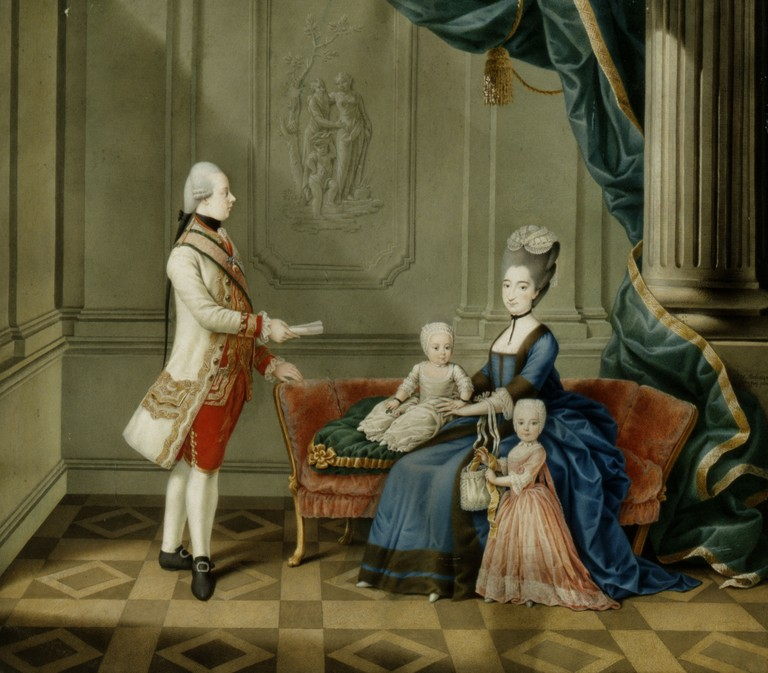
L'archiduc Ferdinand-Charles et sa famille vers 1776

Entretemps est mort en 1790 l'empereur Joseph. Il a pour héritier son frère, Pierre-Léopold, grand-duc de Toscane. Celui-ci ne règne que deux ans. Son fils, l'archiduc François, veuf d’Élisabeth de Wurtemberg et remarié à sa cousine, fille du roi de Naples et de l'archiduchesse Marie-Caroline, prénommée Marie-Thérèse. Il devient empereur à l'âge de 24 ans. 
Croyant sauver son trône, le roi Louis XVI de France, submergé par les troubles révolutionnaires, a déclaré la guerre à son neveu avant même qu'il ne soit couronné. En fait, cette guerre sera le tombeau de la monarchie française. En août 1792, le roi est déchu et la famille royale emprisonnée. Passés en jugement, l'ex-roi et l'ex-reine de France, oncle et tante de Marie-Louise et de l'empereur François, sont condamnés à mort et exécutés en 1793, l'ex-roi le 21 janvier, l'ex-reine, le 16 octobre. Marie-Louise a six ans et sa famille est scandalisée.
En 1796, les troupes françaises du général français Bonaparte pénètrent en Italie et chassent les souverains de leurs trônes. L'archiduc Ferdinand et sa famille trouvent refuge en Autriche auprès de leur neveu et chef de famille, le jeune empereur François II du Saint-Empire. Princes souverains,  ils ne sont pas logés à la cour de Schönbrunn mais à Wiener Neustadt près de Vienne.
Dix ans plus tard, en 1806, s'éteint l'archiduc Ferdinand d'Autriche-Este, père de la jeune archiduchesse. Cette même année, l'empereur François II, vaincu par la France, dissout le millénaire Saint Empire Romain Germanique. Auparavant, pour ne pas perdre son influence face à l'empire Français et l'empire Russe, il a élevé son archiduché d'Autriche au rang d'Empire.
En 1807, il se retrouve veuf pour la seconde fois à l'âge de 39 ans.

## Un mariage de conte de fée

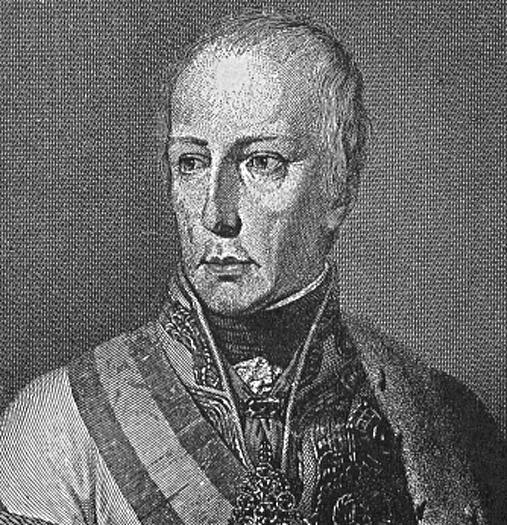
L'empereur François d'Autriche vers 1806

Bien que pourvu d'une nombreuse progéniture, l'empereur cherche à se remarier. Sa droiture morale et son respect pour son peuple l'empêchent de prendre une maîtresse. Cependant, vaincu par la France et isolé en Europe, il redoute l'humiliation d'un refus des autres maisons souveraines alliées de gré ou de force à Napoléon. 
Il demande donc la main de Marie-Louise, cette jeune cousine de 20 ans sa cadette, orpheline de père, maladive, exilée et sans dot et qui, ayant dépassé l'âge de 20 ans, peut craindre de rester célibataire mais qui lui plaît beaucoup. Il l'a effectivement rencontrée au cours de la visite qu'il a rendu à sa tante Marie-Béatrice après le décès l'archiduc Ferdinand.
Cependant la francophobie affichée de la jeune archiduchesse inquiète autant Napoléon Ier que l'ambassadeur d'Autriche en France, le comte de Metternich qui ne craint pas de montrer à son maître les lettres de la future impératrice. L'empereur ne se laisse pas influencer et le mariage a lieu le 6 janvier 1808. 
Cependant, la santé fragile de la jeune impératrice ne pouvait lui permettre d'avoir des enfants et Marie-Louise reporte ses sentiments maternels sur ses beaux-enfants, notamment l'aînée Marie-Louise qui n'a que 4 ans de moins que sa belle-mère qu'elle souhaitait marier à son frère aîné François qu'elle fait nommer gouverneur de Galicie.

## Une souveraine paradoxale

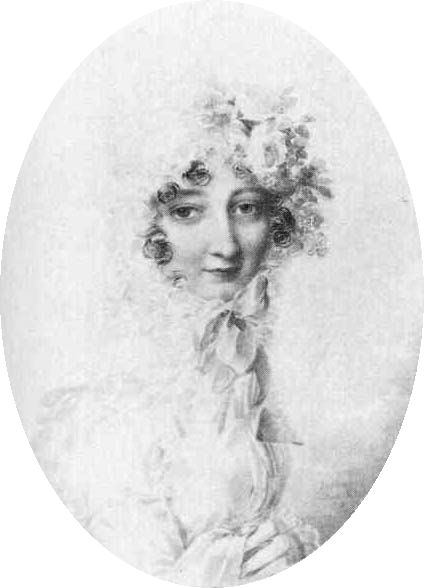
L'impératrice, 22 ans, déjà malade, vers 1810

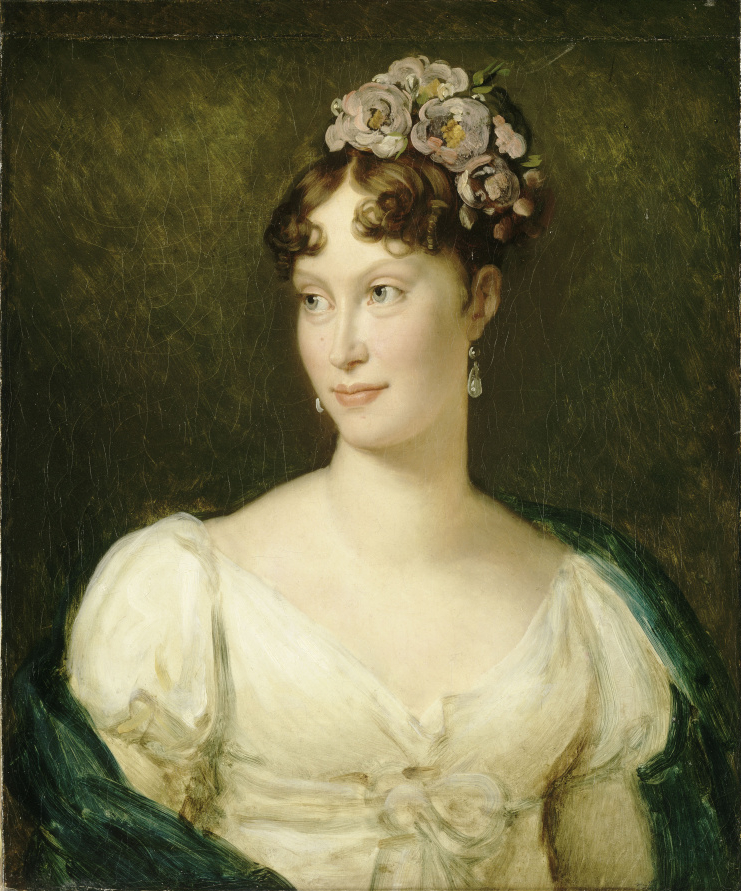
L'archiduchesse Marie-Louise, 18 ans, belle-fille et amie de l'impératrice à l'époque de ses fiançailles (1810)

Tendre avec sa famille mais vindicative face à l'ennemi, malade mais énergique, Marie-Louise est l'âme de la résistance anti-française à la cour de Vienne. 
L'année suivante, face à l'avancée des troupes napoléoniennes, la famille impériale doit de nouveau fuir sa capitale et se réfugie avec les jeunes archiducs dans la partie hongroise de l'empire à Buda puis à Eger.  
Cependant, elle ne peut empêcher l'alliance avec la France ni le mariage de sa belle-fille Marie-Louise avec Napoléon Ier, conseillé par l'omnipotent chancelier Metternich.
Néanmoins, elle use de toute son influence sur son époux afin d'empêcher une collaboration trop active entre l'Autriche et la France. 
Quelle surprise et quelle déception furent pour l'impératrice de revoir Marie-Louise et son époux, l'empereur des Français à Dresde en 1812. Loin d'être une martyre, l'impératrice des Français s'est attachée à son époux qui, il est vrai, la traite plus en petite fille qu'en femme. L'empereur des Français voulait s'assurer du soutien des princes allemands et notamment de son beau-père avant son expédition en Russie avec la "grande armée". Souvent et plus par devoir que par goût l'impératrice d'Autriche dut-elle s'asseoir aux côtés du gendre honni voire lui adresser la parole alors qu'en privé elle tenait tête à son époux qui affichait une certaine admiration pour le charisme de Napoléon.
Cette même année 1812, l'impératrice fait une cure à Teplitz où elle soigne sa faible santé. Elle y reçoit Goethe avec qui elle parle de l'amour et joue du théâtre.

## Le congrès de Vienne

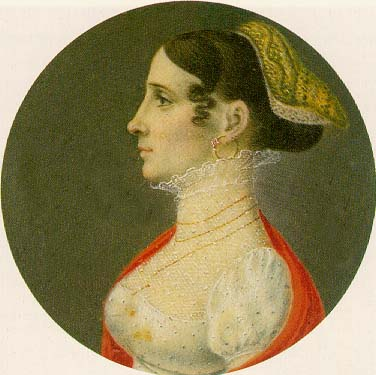
Marie-Louise Béatrice de Modène

De 1814 à 1815, elle est l’hôtesse du congrès de Vienne qui redessine la carte de l'Europe où, vainqueur, elle brille de ses derniers feux recevant avec intelligence et grâce les diplomates de l'Europe entière comme l'ambassadeur de France, Charles-Maurice de Talleyrand-Périgord qui la compare à une Française ce qui, dans la bouche d'un Français, est le plus beau des compliments.
Ayant assisté à l'effondrement de la France impériale, au retour de son frère François sur le trône de leurs ancêtres, de la Lombardie sous la suzeraineté de sa Maison, elle effectue avec son époux une visite de réconciliation dans la Bavière voisine. Le mariage de l'archiduc François-Charles et de la duchesse Sophie de Bavière (qui ont 13 et 10 ans) est décidé. Les jeunes gens sont les parents de l'empereur François-Joseph.
Le couple impérial entame alors une visite de l'Italie du nord repassée sous la suzeraineté des Habsbourg-Lorraine sous la forme d'un royaume de Lombardie-Vénétie. L'impératrice revoit la ville de son enfance Milan mais aussi celles de son exil Trieste, Venise. C'est au cours de ce voyage qu'elle meurt à Vérone le 7 avril 1816 vaincue par la tuberculose qui la minait depuis plusieurs années. Elle avait 28 ans.
Sa dépouille est inhumée dans la crypte des Capucins à Vienne.